# Brucheiser
Brucheiser is een geslacht van insecten uit de familie van de dwerggaasvliegen (Coniopterygidae), die tot de orde netvleugeligen (Neuroptera) behoort.

## Soorten
- B. argentinus Nav?, 1927
- B. penai Riek, 1975